# 兀鷲屬
兀鷲屬（學名Gyps）是鷹科下的一屬兀鷲。
兀鷲屬的外觀屬兀鷲的典型，禿頭、闊翼及深色的主羽。它們是吃腐肉的，主要食動物的屍體。它們只會用視覺來尋找食物。
牠們基本以腐肉為食,不主動捕獵

## 物種
- 西域兀鷲（Gyps fulvus）
- 白背兀鷲（Gyps bengalensis）
- 黑白兀鷲（Gyps rueppellii）
- 長喙兀鷲（Gyps indicus）
- 細嘴兀鷲（Gyps tenuirostris）
- 高山兀鷲（Gyps himalayensis）
- 非洲白背兀鷲（Gyps africanus）
- 南非兀鷲（Gyps coprotheres）